# Décès en 1268
Décès
- 1264
- 1265
- 1266
- 1267
- 1268
- 1269
- 1270
- 1271
- 1272

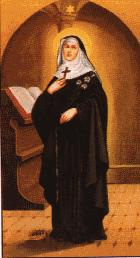
Salomé de Pologne, morte en 1268.

Cette page dresse une liste de personnalités mortes au cours de l'année 1268 :
- 11 janvier : Benoît d'Alignan, moine bénédictin, évêque de Marseille.
- 8 avril : Jean III de Brandebourg, dit le Praguois, (der Prager), margrave de Brandebourg.
- 16 mai : Pierre II, comte de Savoie et de Maurienne.
- 22 mai : Conchobar Roe O' Brien, roi de  Thomond.
- 13 juin[1] : Abu Chama Chihab al-Din Abu al-Qasim abd al-Rahman, historien arabe, biographe de Nur al-Din et de Saladin.
- 7 juillet : Reniero Zeno, 45e doge de Venise.
- 11 août : Agnès de Faucigny, dame du Faucigny.
- 29 août : Béatrice de Nazareth, moniale cistercienne, mystique et auteur spirituel des Pays-Bas méridionaux, qui écrivait en moyen néerlandais.
- 29 septembre : Jean de Bourgogne, sire de Bourbon et comte de Charolais.
- octobre : Jean de Bailleul, lord de Barnard Castle (comté de Durham) et seigneur de Bailleul-en-Vimeu (Picardie), baron anglo-normand.
- 29 octobre : 
  - Conradin, duc de Souabe, roi de Sicile, de Jérusalem et de Germanie.
  - Frédéric Ier de Bade-Bade, co-margrave de Bade-Bade (avec Rodolphe Ier de Bade-Bade, son oncle), margrave titulaire de Vérone, duc de Styrie et d'Autriche.
- 17 novembre : Salomé de Pologne, princesse polonaise, épouse de Coloman, roi de Rus' Halicka, clarisse, vierge et bienheureuse de l'église catholique romaine.
- 27 novembre : Pierre d'Aigueblanche, évêque d'Hereford.
- 29 novembre : Clément IV (Guy Foulques ou Foucault), religieux français du Moyen Âge, 183e pape de l'Église catholique.

- Abou Chama, chroniqueur damascène [2].
- Georges Bagration, prince géorgien.
- Robert de Douai, fondateur de la Sorbonne, avec Robert de Sorbon et Guillaume de Bray.
- Konoe Motohira, noble de cour japonais (kugyō) du début de l'époque de Kamakura.
- Dugald MacRuairi, roi des Îles.
- Hugues Ripelin, réformateur et historien de l'ordre dominicain.
- Vaišvilkas, grand-duc de Lituanie.
- Yetbarek, dernier souverain d'Éthiopie de la dynastie Zagoué.

## Crédit d'auteurs
- Cet article est partiellement ou en totalité issu de l'article intitulé « 1268 » (voir la liste des auteurs).